# Джабри, Заид
Заид Джабри (араб. زيد جبري‎; род. 1975, Дамаск, Сирия) — сирийский, польский композитор, дирижёр и музыкальный педагог. Заид Джабри один из значимых представителей второго поколения сирийских композиторов на рубеже XX—XXI веков, к которому также относятся такие музыканты и композиторы как Шафия Бадреддин, Карим Рустом, Раад Халаф, Кинан Азмех, Хассан Таха и Басилиус Алавад.
Заид Джабри живет и работает в Кракове, Польша, с 2011 года он член Союза композиторов Польши. Заид Джабри очень рано получил творческое признание и всего за несколько лет активной работы в качестве композитора внёс заметный вклад в развитие современной сирийской музыки. Работы Заида Джабри исполнялись по всей Европе, в Северной Америке и на Ближнем Востоке. Его концерты проходили в Армении, Бельгии, Канаде, Египте, Англии, Франции, Германии (Берлинская филармония), Греции, Исландии, Италии, Нидерландах, Польше, России, Сирии, Тунисе, Украине, Объединённых Арабских Эмиратах и США (Карнеги-холл, Нью-Йорк).
Заид Джабри активно сотрудничает с музыкальными коллективами и солистами, читает лекции, проводит семинары и мастер-классы в известных университетах Европы и Соединённых Штатов.

## Биография
Заид Джабри родился в 1975 году в Дамаске в творческой семье. Его отец Хассан Джабри (Ghassan Jabri) работал режиссером на сирийском телевидении, а мать была художницей. С десяти лет он начал обучаться сольфеджио, теории музыки, а также игре на скрипке у Рияда Сукара в Дамаске. Уже в школьном возрасте Заид Джабри с интересом изучал симфонические партитуры таких композиторов как Барток, Стравинский и Шостакович. После окончания школы Заид Джабри получил возможность продолжить свое музыкальное образование в Европе. В 1995 году Заид Джабри успешно сдал вступительные экзамены и был зачислен в Краковскую музыкальную академию на факультет композиции по классу Збигнева Бужарского. Как для многих сирийских студентов-музыкантов, так и для Заида Джабри это оказалось возможным благодаря стипендиям, предоставленным в рамках соглашений Сирии со странами СЭВ и Варшавского договора.
В 1997 году молодому композитору за его первое законченное произведение «Two Songs for Soprano and String Orchestra» («Две песни для сопрано и струнного оркестра») была присуждена Первая премия на конкурсе композиторов имени польского оперного певца Адама Дидура, традиционно проводящегося в польском городе Саноке в Польше. Жюри конкурса обратило внимание на свежее и тонкое воплощение синтеза восточных и западных традиций, а также глубину погружения в психологически сложные состояния в музыке молодого сирийского композитора.
В 1999 году Заид Джабри принял участие в международном музыкальном форуме для молодых музыкантов из Восточной и Западной Европы «Musikwerkstatt Buckow» в Германии. В 2006 году в Берлине на фестивале «Young Euro Classic» было исполнено «Trio Bayat» («Трио Баят») для кларнета, скрипки и виолончели. При создании этого сочинения в 1999 году Заид Джабри впервые поставил перед собой задачу соединения европейского многоголосия с арабским макамом.
После окончания музыкальной академии в Кракове он стал стажером в классе композиции, а также начал учиться симфоническому дирижированию у польского композитора Кшиштофа Пендерецкого. Он оказал на Заида Джабри большое влияние, которое проявилось в его творчестве и привело к возникновению сирийской сонорики.
По окончании учебы Заид Джабри остался жить и работать в Европе. Однако в своем творчестве он не порвал связей с арабской культурой. Его музыка звучала в 2004 году в исполнении Сирийского национального симфонического оркестра под управлением Мисака Багбударяна с участием сирийского кларенетиста Кинана Азмеха на концерте посвященном открытию Дамасского оперного театра.
Заид Джабри является лауреатом международных стипендий и музыкальных конкурсов. В 2011 году он был принят в Польский национальный союз композиторов. В 2013 году Заид Джабри получает Вторую премию на конкурсе композиторов «2 Agosto» в Болонье с композицией «Les Temps des pierres» для баритона и симфонического оркестра.
В 2014 году он также получил стипендию памяти Джорджа Эванса в Центре творческих искусств штата Виргиния в Соединенных Штатах Америки, а в 2015 стипендию Фонда Рокфеллера/Центр Белладжо. В 2016—2017 годах он был научным сотрудником Рэдклифф-колледж при Гарвардском университете. Он также являлся стипендиатом NTNU в Тронхейме, Норвегия.
В 2015 году Заид Джабри дебютировал в театре-студии Линбери в Королевской опере в Лондоне, где исполнялись отрывки из его оперы «Cities of Salt». Сюжет «Cities of Salt» основан на одноименном романе иорданского писателя Абдельрахмана Мунифа написанном в 1984 года. Воздействие глобальных геополитических конфликтов и разрушения окружающей среды на судьбы конкретных людей в конкретном регионе, художественно осмысленное в романе Мунифа, привлекло интерес Заида Джабри и либреттистов Иветт Кристансе и Андросалинды Моррис.

## Значение творчества
Заид Джабри уже в самом начале творческого пути ставит перед собой задачу соединения европейского многоголосия с арабским макамом. Работая в этом направлении Заид Джабри подходит к созданию и развитию такого направления в ближневосточной академической музыке как сирийская сонорика. Джабри говорит: «Чтобы играть арабскую музыку, не нужны арабские инструменты. Мы можем сыграть Баха на уде. Я использую микротоны и создаю мелодии, которые звучат на Ближнем Востоке». Для композитора музыка — «самое абстрактное искусство». Критикам, написавшим, что его пьеса для струнных «Камеральная музыка» 2003 года «звучит как ужас», он объясняет, что она была написана во время войны в Ираке. При этом большое влияние на молодого композитора оказал его учитель — польский композитор Кшиштоф Пендерецкий.
Заид Джабри стал также одним из лидеров сирийского авангарда в академической музыке. С его творчеством связано органичное проникновение модернизма в ближневосточную классическую музыку, благодаря чему музыкальная продукция сирийских композиторов и музыкантов довольно успешно распространяется через платформы представляющие современное искусство в Западной и Восточной Европе, а также в Каире, Дубае и Дамаске. Продвижение работ Заида Джабри в этих международных творческих сетях способствует популяризации современной сирийской классической музыки. Это возможно благодаря таким известным культурным форумам, как международный фестиваль современной музыки «Варшавская осень», «Дни польской музыки» в Стамбульском университете Бильги, международный музыкальный фестиваль в немецком Букове и Моргенландский фестиваль в Оснабрюке в Германии, а также благодаря регулярным концертам проводившимся до начала гражданской войны в Дар аль-Асад в Дамаске, Сирия.
Композиции Заида Джабри были также представлены на многочисленных фестивалях, включая фестиваль МАТА в Нью-Йорке, фестиваль новой музыки SALT в Виктории, Канада, проект «Средиземноморские голоса», фестиваль восточного пейзажа в Дамаске, фестиваль музыки Айка в Хельсинки, ECLAT в Штутгарте, фестиваль современной музыки в Киеве, фестиваль в Равенне, фестиваль польских премьер современной музыки в Катовице и фестиваль «Варшавская осень».
Произведения Заида Джабри исполнялись на международных музыкальных форумах такими коллективами, как Kremerata Baltica Гидона Кремера, Ансамбль Zerafin, Новые вокальные солисты (NVS) Штутгарт, Немецкий симфонический оркестр Берлина, Оркестр театра Комунале Болонья, Филармонический камерный оркестр Берлина, Симфонический оркестр Польского национального радио, Национальный филармонический оркестр Армении и Сирийский Национальные симфонический оркестр.

## Основные произведения
| Год создания | Название композиции |
| 1997         | Two Songs for Soprano and String Orchestra / Две песни для сопрано и струнного оркестра                                                    |
| 1999         | Trio Bayat для кларнета, скрипки и виолончели                                                                                              |
| 2003         | Muzyka Kameralna for string orchestra |
| 2004         | Concerto for Clarinet and Large Symphony Orchestra                                                                                         |
| 2005         | Song Without Words 1 for clarinet and string orchestra / Песня без слов 1 для виолончели с оркестром                                       |
| 2005         | Glyptos 1 for flute and percussion |
| 2007         | Song Without Words 2 for Clarinet and String Orchesrta / Песня без слов 2 для кларнета с оркестром                                         |
| 2008         | In Memoriam Solhi Al Wadi — Version for tape, clarinet, violin, viola and cello                                                            |
| 2008         | In Memoriam Solhi Al Wadi — Version for clarinet, string orchestra and tape                                                                |
| 2009         | Song Without Words 3 / Песня без слов 3 |
| 2009         | Solo for cello |
| 2010         | Love and Mercy |
| 2011         | Glyptos 2 for tape, flute, clarinet, trumpet, piano, violin and bass                                                                       |
| 2012         | Beati Pacifici for soprano and piano — In Memoriam Rachel Corrie                                                                           |
| 2013         | Two Songs From Mihyar Of Damascus |
| 2013         | Gerra and Qasioun for oboe and 11 string instruments                                                                                       |
| 2015         | Variation on (R)evolution : for mezzo-soprano, violin and piano                                                                            |
| 2016         | 30 Articles for viola and electronics |
| 2016         | A Garden Among the Flames for soprano, baritone, children’s choir, mixed choir and orchestra                                               |
| 2016         | Altum for cello and accordion |
| 2018         | Solo for harp |
| 2019         | Three Scenes for oboe, clarinet, bassoon and piano (with kick drum) — I Accentato, II Chorale, III Bagatelle — For Ghassan Jabri 1933—2019 |
| 2019         | Solo for oboe |
| 2020         | Hemispheres for ensemble |
| 2021         | Prelude and Adagio for string quartet — In Memoriam Krzysztof Penderecki                                                                   |
| 2021         | Horror Vacui for string orchestra |